# 舍夫琴卡 (瓦西里夫卡市鎮)
47°24′28″N 35°11′19″E / 47.40778°N 35.18861°E
舍夫琴卡（烏克蘭語：Шевченка）是位於烏克蘭東南部的村莊，由扎波羅熱州瓦西里夫卡區的瓦西里夫卡市鎮負責管轄。該村始建於1924年，面積11平方公里，海拔高度85米，2001年人口406，人口密度每平方公里36.9人。